# 匹兹堡无限
匹兹堡无限队（Pittsburgh Xplosion）是美国大陆篮球协会的一支球队，始建于2004年
但是球队拥有ABA的球队参赛资格用来取代2000-2004间存在而现在已经解散了的匹兹堡硬帽(Pittsburgh Hardhats)。在这一个联盟中匹兹堡球队是有历史传统的，1960年代到1970年代中的匹兹堡风笛手队和之后的秃鹫队就出现在旧美国篮球协会中，得到过1967/68赛季的旧ABA联盟总冠军。、匹兹堡无限队的主场设在梅隆球场(Mellon Arena)和匹兹堡大学校区内的佩特森娱乐中心，这两个球场都在宾西法尼亚州的匹兹堡。
在他们第一个赛季期间，无限队取得了18胜12负的成绩，名列Freddie Lewis分区的第二位。匹兹堡无限随后在季候赛中被贝林汉姆爆扣队(Bellingham Slam)所淘汰。
最初只有几百位观众，但最终平均每场都能涌入1,600位观众观看球队的比赛。
在2006年赛季后，球队决定转移到大陆篮球协会。  （页面存档备份，存于）. 在2006年的选秀中球队选中了多位在大学篮球赛中表现出色的球员，比如:Carl Krauser, Kevin Pittsnogle 和 Jai Lewis。